# Christine Roper
Christine Faith Roper (Montego Bay, Jamaica, 15 de mayo de 1990) es una deportista canadiense que compite en remo.
Participó en dos Juegos Olímpicos de Verano, obteniendo una medalla de oro en Tokio 2020, en la prueba de ocho con timonel, y el quinto lugar en Río de Janeiro 2016, en la misma prueba. Ganó seis medallas en el Campeonato Mundial de Remo entre los años 2013 y 2018.

## Palmarés internacional
| Juegos Olímpicos   | Juegos Olímpicos          | Juegos Olímpicos  | Juegos Olímpicos   |
| Año                | Lugar                     | Medalla           | Prueba             |
| ------------------ | ------------------------- | ----------------- | ------------------ |
| 2020               | Tokio (Japón)             | Medalla de oro    | Ocho con timonel   |
| Campeonato Mundial |                           |                   |                    |
| Año                | Lugar                     | Medalla           | Prueba             |
| 2013               | Chungju (Corea del Sur)   | Medalla de plata  | Cuatro sin timonel |
| 2013               | Chungju (Corea del Sur)   | Medalla de bronce | Ocho con timonel   |
| 2014               | Ámsterdam (Países Bajos)  | Medalla de plata  | Ocho con timonel   |
| 2015               | Aiguebelette (Francia)    | Medalla de bronce | Ocho con timonel   |
| 2017               | Sarasota (Estados Unidos) | Medalla de plata  | Ocho con timonel   |
| 2018               | Plovdiv (Bulgaria)        | Medalla de plata  | Ocho con timonel   |